# Felipe Alves Elias
Felipe Alves Elias (São Paulo, 4 de janeiro de 1980), é um paleontólogo, paleoartista, museólogo e divulgador científico brasileiro. Ele é conhecido por seu trabalho na divulgação da paleontologia no Brasil, com foco especial na fauna pré-histórica do país.

## Biografia e formação acadêmica
Felipe formou-se em Ciências Biológicas pela Universidade Católica de Santos (Unisantos) em 2003. Em 2006, obteve seu primeiro título de mestre em Geociências, com especialização em Geologia Regional, pela Universidade Estadual Paulista "Júlio de Mesquita Filho" (Unesp). Sua dissertação de Mestrado, foi apresentada sob orientação do Prof. Dr. Reinaldo José Bertini e coorientado pelo Prof. Dr. Manuel Alfredo Medeiros, da Universidade Federal do Maranhão (UFMA). Neste trabalho, ele identificou e descreveu materiais dentários de répteis coletados nos depósitos cretáceos da Ilha do Cajual (Formação Alcântara, Bacia de São Luís-Grajaú), incluindo a primeira ocorrência de pterossauros para essa região assim como de dinossauros Dromaeosauridae.
Posteriormente, em 2015, concluiu seu segundo mestrado, em Museologia, pela Universidade de São Paulo (USP). Sua segunda dissertação foi apresentada no Programa Interunidades em Museologia da USP. Orientado pela Profa. Dra. Maria Isabel Landim, analisou o uso da paleoarte nas exposições de museus de história natural, buscando compreender suas motivações, estratégias e enfoques. Entre os museus investigados, destacam-se o próprio Museu de Zoologia da USP (Brasil), o Museu Americano de História Natural (Estados Unidos) e o Museu da Evolução de Varsóvia (Polônia).
Desde 2011, ocupa o cargo de Especialista em Pesquisa e Apoio de Museu na Seção de Museologia da Divisão de Difusão Cultural do Museu de Zoologia da USP. Lá seu trabalho envolve a produção de projetos expositivos, ações educativas e curadoria de coleções museológicas.

## Carreira e Contribuições
Desde 2002, Felipe Elias atua em diversas frentes de divulgação científica, incluindo papéis como professor, paleoartista, consultor, palestrante e coordenador de projetos. Suas contribuições incluem ainda a participação em livros, artigos de jornais e revistas, exposições, cursos de capacitação e parcerias com instituições como editoras, órgãos de imprensa, museus e produtores culturais no Brasil.
Como paleoartista, Felipe participou de importantes projetos de divulgação e exposições como Dinos na Oca (2006),[carece de fontes?]</ref> Sabina: Escola Parque do Conhecimento (2007),[carece de fontes?] e Biodiversidade: Conhecer para Preservar, do Museu de Zoologia da USP (2015).

## Trabalhos em Paleoarte
As obras de paleoarte de Elias são utilizadas em projetos científicos e de divulgação para o público em geral, aparecendo em exposições, livros didáticos, jornais e até mesmo em coleções de figurinhas, incluindo:
2001: Ilustrou o site Território dos Dinossauros (que hoje não existe mais), seu primeiro projeto de divulgação científica.
2004: Foi convidado pelo jornalista Reinaldo José Lopes para ilustrar descobertas da Paleontologia nacional na Edição Especial na Revista Scientific American Brasil.[carece de fontes?]
2006: Produziu dezenas de ilustrações originais para compor a expografia e o catálogo oficial da mostra Dinos na Oca, produzida pelo Gabinete Cultura em São Paulo (SP)[carece de fontes?]
2007: Produziu artes conceituais para a criação de modelos animatrônicos do dinossauro Ceratosaurus nasicornis e o pterossauro Anhanguera piscator para o Sabina: Escola Parque do Conhecimento, em Santo André (SP).[carece de fontes?]
2009: Produziu imagens para compor o álbum de figurinhas Dinossauros: Eles estão chegando!, da Editora Alto Astral.[carece de fontes?] No mesmo ano, foi convidado para participar como expositor e palestrante no evento Dinos in Rio, promovido pelo Museu Nacional. Recebeu uma Menção Honrosa pelo conjunto da obra durante o evento.
2010: Colaborou com o paleontólogo Luiz Eduardo Anelli na elaboração do O Guia Completo dos Dinossauros do Brasil, premiado com o selo "Altamente Recomendável" pela Fundação Nacional do Livro Infantil e Juvenil (FNLIJ) e selecionado para a 48ª Feira do Livro Infantil de Bolonha. O livro foi também finalista do 53º Prêmio Jabuti na categoria Ciências Naturais e selecionado para a FDE / Programa Sala de Leitura.
2012: Suas ilustrações também fizeram parte do livro infantil Dinos no Brasil, premiado com o selo “Altamente Recomendável pela FNLIJ, Prêmio FNLIJ de melhor Livro Informativo do Ano e seleção para a 49ª Feira do Livro Infantil de Bolonha. Foi também finalista do 52º Prêmio Jabuti / categoria Didático e Paradidático; (2013) e selecionado para a FDE / Programa Sala de Leitura.
2022: Produziu ilustrações para a revitalização da exposição permanente do Museu de Paleontologia de Marília (SP).
Além dos trabalhos voltados para a divulgação científica, também ilustrou diversos artigos científicos que descreveram novas espécies ou exemplares paleontológicos notáveis, como Caipirasuchus montealtensis (2008); Spectrovenator ragei (2020); Cryptobicuspidon pachysymphysealis (2024); Xenocynus crypticus (2024); Thylacopygmaeus oliveirai (2024); Baurusuchus pachecoi (2024)

### PaleoZOO Brazil
Felipe Elias é o criador do PaleoZOO Brazil, um projeto que reúne informações detalhadas sobre espécies pré-históricas do Brasil. O projeto, que começou a ser desenvolvido em 2005 e foi lançado oficialmente em 2016, busca popularizar a paleontologia brasileira e dar visibilidade à rica diversidade fóssil do país. 
O PaleoZOO Brazil está disponível online, permitindo acesso gratuito a quem tiver interesse. Inclui textos explicativos e ilustrações de mais de 950 espécies de animais da fauna pré-histórica do país. Para essa tarefa consultou mais de 1.000 trabalhos acadêmicos, entre dissertações, teses, artigos e livros científicos. 
A iniciativa busca preencher uma lacuna na divulgação paleontológica do país, apresentando a fauna pré-histórica brasileira de maneira acessível. O objetivo do projeto é contribuir para a valorização da paleontologia no Brasil e inspirar a conservação do patrimônio paleontológico.